# Джарріон Ловсон
Джарріон Ловсон (англ. Jarrion Lawson; нар. 6 травня 1994, Тексаркана, Техас, США) — американський легкоатлет, що спеціалізується на стрибках у довжину, призер чемпіонату світу.

## Кар'єра
| Рік  | Чемпіонат        | Місце проведення         | Місце | Результат |
| ---- | ---------------- | ------------------------ | ----- | --------- |
| 2016 | Олімпійські ігри | Ріо-де-Жанейро, Бразилія | 4     | 8.25 м    |
| 2017 | Чемпіонат світу  | Лондон, Велика Британія  | 2     | 8.44 м    |